# Податковий кредит
Податко́ва зни́жка (раніше — податко́вий креди́т) для фізичних осіб, які не є суб'єктами господарювання, — документально підтверджена сума (вартість) витрат платника податку — резидента у зв'язку з придбанням товарів (робіт, послуг) у резидентів — фізичних або юридичних осіб протягом звітного року, на яку дозволяється зменшення його загального річного оподатковуваного доходу, одержаного за наслідками такого звітного року у вигляді заробітної плати, у випадках, визначених Податковим кодексом України.

## Перелік витрат, дозволених до включення до податкової знижки
Відповідно до Податкового Кодексу України фізична особа — платник податку має право включити до податкової знижки у зменшення оподатковуваного доходу платника податку за наслідками звітного податкового року такі фактично здійснені ним протягом звітного податкового року витрати:
- частину суми процентів, сплачених таким платником податку за користування іпотечним житловим кредитом
- суму коштів або вартість майна, перерахованих (переданих) платником податку у вигляді пожертвувань або благодійних внесків неприбутковим організаціям
- суму коштів, сплачених платником податку на користь вітчизняних закладів освіти
- суму витрат платника податку на сплату страхових платежів (страхових внесків, страхових премій) та пенсійних внесків
- суму витрат платника податку на оплату допоміжних репродуктивних технологій
- оплату вартості державних послуг, пов'язаних з усиновленням дитини
- суму коштів, сплачених платником податку у зв'язку із переобладнанням транспортного засобу
- суми витрат платника податку на сплату видатків на будівництво (придбання) доступного житла
- суму коштів у вигляді орендної плати за договором оренди житла (квартири, будинку), фактично сплачених платником податку, який має статус внутрішньо переміщеної особи.

### Особливості відшкодування податкового кредиту за відсотками на іпотеку
Незважаючи на існування такої можливості, мало громадян користуються своїм правом на відшкодування. Зокрема існують формальні перешкоди (які визнає сама податкова), серед яких:
- Податкова не відшкодовувала податковий кредит, якщо іпотека була оформлена у іноземній валюті. Проте листом від 13.06.2008 № 12187/7/17-0717 це обмеження було знято.
- Фактично дуже часто банки, при погашенні кредиту, видавали квитанції, у яких не було чіткого розбиття на погашення тіла кредиту і відсотків по кредиту. У цьому випадку податкова відмовляється відшкодовувати податковий кредит.